# Floriana Football Club
El Floriana Football Club és un club de futbol de la ciutat de Floriana (Malta).

## Història
El Floriana Football Club fou fundat l'any 1894, i juntament amb el St. George's FC, és un dels dos clubs més antics de Malta. El seu sobrenom, els irlandesos, i els seus colors, verd i blanc, foren adoptats després d'un partit enfront dels Royal Dublin Fusiliers el 1905, que estaven estacionats a l'illa durant aquells anys. Entre el 1894 i el 1905 els seus colors eren el verd i el vermell, quarterats a la samarreta, amb pantalons negres.

## Palmarès
Entre 1900 i avui (a maig de 2008) el Floriana FC ha guanyat 103 títols.
- Lliga maltesa de futbol 25 : 1909-10, 1911-12, 1912-13, 1920-21, 1921-22, 1924-25, 1926-27, 1927-28, 1928-29, 1930-31, 1934-35, 1936-37, 1949-50, 1950-51, 1951-52, 1952-53, 1954-55, 1957-58, 1961-62, 1967-68, 1969-70, 1972-73, 1974-75, 1976-77, 1992-93
- Primera divisió maltesa de futbol 1985/86
- MFA Knock-Out Competitions (25):
- National Ground Cup (MFA Cup) 1910-11
- Gaelic Whisky Cup (MFA Cup) 1912-13
- Cousis Shield 1921-22, 1922-23, 1930-31
- Empire Sports Ground Cup (MFA Cup) 1927-28, 1928-29
- Copa maltesa de futbol/FA Trophy (18) 1937-38, 1944-45, 1946-47, 1948-49, 1949-50, 1952-53, 1953-54, 1954-55, 1956-57, 1957-58, 1960-61, 1965-66, 1966-67, 1971-72, 1980-81, 1992-92, 1993-94
- Supercopa maltesa de futbol (1) 1992-93
- Cassar Cup (10) 1920-21, 1922-23, 1935-36, 1936-37, 1949-50, 1951-62, 1952-53, 1953-54, 1957-58, 1960, 61
- Independence Cup (7) 1966-67, 1968-69, 1972-73, 1975-76, 1977-78, 1978-79
- Sons of Malta Cup (6) 1967-68, 1968-69, 1973-74, 1975-76, 1976-77, 1977-78
- Super 5 Cup (4) 1993-94, 1994-95, 1995-96, 1997-98
- Testaferrata Cup (3) 1975-76, 1976-77, 1977-78
- Schembri Shield (3) 1952-53, 1953-54, 1954-55
- Scicluna Cup (3) 1958-59, 1961-62, 1962-63
- Poppy Day Fund Cup (3) 1952-53, 1.953-54, 1954-55
- Christmas Cup (2) 1968-69, 1969-70
- Malta Playing Field Association Shield - MPFA (2) 1951-52, 1953-54
- Partisans Cup (1) 1909
- Amateurs Cup (1) 1911
- Mtarfa Cup (1) 1912
- Prince of Wales Cup (1) 1921
- Malaya Congress Cup (1) 1924
- Marian Congress Cup (1) 1949
- Infantile Paralysis Cup (1) 1953
- Lowenbrau Cup (1) 1993-94
- MFA Centenary Commemorative Cup (1) 2000